# Taras Szełestiuk
Taras Szełestiuk (ukr. Тарас Олександрович Шелестюк;  ur. 30 listopada 1985 w Sumach) – ukraiński bokser wagi półśredniej, brązowy medalista olimpijski, mistrz świata i medalista mistrzostw Europy. 
W 2011 roku, podczas mistrzostw świata amatorów w Baku zdobył złoty medal w kategorii półśredniej (do 69 kg). Rok wcześniej, w 2010 roku w Moskwie zdobył brązowy medal mistrzostw Europy. Na igrzyskach olimpijskich w Londynie zdobył brązowy medal w kategorii do 69 kg.